# Nicolas Loir
Nicolas Pierre Loir (ur. 1624 w Paryżu, zm. 6 maja 1679 tamże) – francuski malarz i rytownik, specjalizował się w malarstwie religijnym i historycznym.
Był uczniem Sébastiena Bourdona i Simona Voueta, a następnie naśladowcą Nicolasa Poussina. W latach 1647–1649 podróżował do Włoch, a w 1650 wrócił do Paryża.